# 小行星7770
小行星7770（英語：7770 Siljan）是一颗围绕太阳公转的小行星。1992年3月2日，UESAC在拉西拉天文台发现了此天体。
这颗小行星的绝对星等为267.35168217等。